# Élie Korchia
Élie Korchia est un avocat français, membre du barreau de Paris, né le 1er août 1971 à Paris. 
Il est élu président du Consistoire central israélite de France le 24 octobre 2021.

## Biographie
Élie-Steve Korchia est né le 1er août 1971 à Paris. Ses parents ont été rapatriés d’Algérie en 1962. Son père a été le président de la communauté juive de Puteaux de 1985 à 1990.  
Il fait ses études de droit à la faculté de Nanterre. Il est inscrit au barreau de Paris depuis 1996. Il est marié et père de deux enfants.  
Président du Conseil des communautés juives des Hauts de Seine depuis 1996, et vice président du Consistoire central depuis 2010, il est élu le 24 octobre 2021 17e président du Consistoire central israélite de France,. 
Élie Korchia a défendu des parties civiles au procès des attentats de Toulouse et Montauban en 2017, et au procès de la prise d’otages de l’Hyper Cacher en 2020,.

## Publication
- Élie-Steve Korchia, Un siècle d’avocat - René Hayot ou 70 ans de Palais, Paris, Tirésias, 2000, 399 p. (ISBN 9782908527742)[1].

## Distinction
- Chevalier de la Légion d'honneur, promotion du 1er janvier 2020[7].

## Prise de position
Le 13 avril 2022, Elie Korchia appelle, avec le grand rabbin de France Haïm Korsia, à voter pour Emmanuel Macron au second tour de l’élection présidentielle, estimant qu’« en cas d’élection de Marine Le Pen, les juifs de France pourraient se voir interdire de continuer à manger casher »,.